# WWE Battleground (2017)

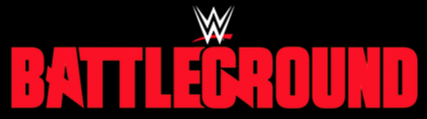
Logo von Battleground.

WWE Battleground 2017 war eine Wrestling-Veranstaltung der WWE, die als Pay-per-View und auf dem WWE Network ausgestrahlt wurde. Sie fand am 23. Juli 2017 im Wells Fargo Center in Philadelphia, Pennsylvania, Vereinigte Staaten statt. Es war die fünfte Austragung von Battleground seit 2013. Zum ersten Mal fand die Veranstaltung in Pennsylvania und damit auch zum ersten Mal in Philadelphia und im Wells Fargo Center statt.

## Hintergrund
Im Vorfeld der Veranstaltung wurden acht Matches angesetzt, davon eines für die Pre-Show. Diese resultierten aus den Storylines, die in den Wochen vor Backlash bei SmackDown Live, einer der wöchentlichen Shows der WWE, gezeigt wurden.

### Tye Dillinger gegen Aiden English
Am 21. Mai 2017 durfte Tye Dillinger, der erst wenige Wochen zuvor von der Entwicklungsliga NXT ins Hauptroster zu SmackDown Live aufgestiegen war, bei Backlash ein Einzelmatch gegen Aiden English gewinnen. Für Battleground wurde ein Rückmatch zwischen den beiden angesetzt.

### The Usos gegen The New Day

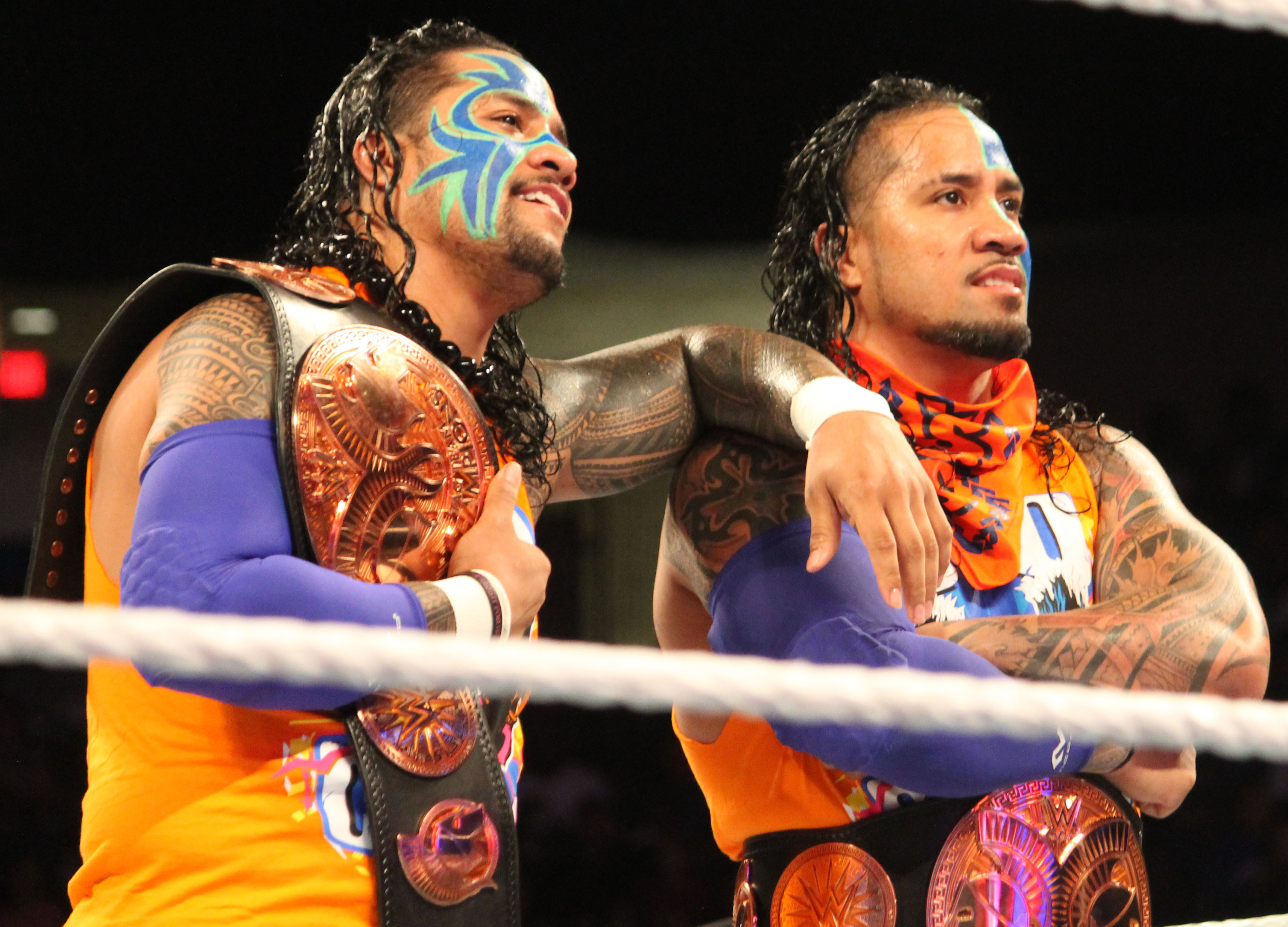
The Usos als Träger der WWE Tag Team Championship im Jahr 2014.

Bei Money in the Bank am 18. Juni 2017 besiegten The New Day (Big E und Kofi Kingston mit Xavier Woods) in einem Match um die WWE SmackDown Tag Team Championship die Titelträger The Usos (Jey Uso und Jimmy Uso) durch Auszählen, womit The Usos die Titel behielten. In der folgenden Ausgabe von SmackDown Live legten The New Day dar, wie The Usos dem Match entflohen waren. Zudem besiegte Big E Jimmy Uso in einem Einzelmatch.
Eine Woche später, nachdem The Usos das Team der Hype Bros (Mojo Rawley und Zack Ryder) besiegt und damit verhindert hatten, dass diese die neuen Herausforderer auf die Titel wurden, wurden sie von The New Day konfrontiert und zu einem weiteren Match um die Titel bei Battleground herausgefordert, was The Usos akzeptierten.
In der Ausgabe vom 4. Juli 2017 kam es zu einem Rap Battle zwischen The New Day und The Usos, das von Wale geleitet wurde. The New Day gewannen, nachdem sie von The Usos physisch attackiert worden waren. In den nächsten zwei Wochen kam es zu mehreren Einzelmatches zwischen den einzelnen Mitgliedern der Teams, in denen Woods gegen Jey und Jimmy gegen Kofi Kingston siegen durften.

### Baron Corbin gegen Shinsuke Nakamura
Ebenfalls bei Money in the Bank wurde Shinsuke Nakamura während seines Einzugs zum Money-in-the-Bank-Leiter-Match von Baron Corbin attackiert, was Nakamura für einen Großteil des Matches außer Gefecht setzte; Corbin gewann das Match und erhielt damit einen Vertrag für ein Match um die WWE Championship. In der SmackDown-Ausgabe vom 27. Juni 2017 besiegte Corbin seinen vorherigen Rivalen Sami Zayn in einem Einzelmatch. Auf eine Frage von Dasha Fuentes in einem Interview in der gleichen Show, ob Nakamura ein Einzelmatch gegen Corbin bestreiten wollte, antwortete dieser, dass Corbin zwar gefährlich sei, jedoch auch Angst vor ihm habe. In der folgenden Woche attackierte Corbin Nakamura während eines weiteren Backstage-Interviews und sagte ihm, dass er keine Angst vor ihm habe.
Daraufhin wurde für die Episode am 11. Juli ein Match zwischen den beiden angesetzt. Dieses fand jedoch nicht statt, da sich beide vor Beginn des Matches gegenseitig attackierten, weshalb das Match für Battleground erneut angesetzt wurde. Am 18. Juli 2017 kam es zu einem Tag-Team-Match zwischen Nakamura und AJ Styles auf der einen sowie Corbin und Kevin Owens auf der anderen Seite. Während seines Einzuges wurde Nakamura erneut von Corbin attackiert, woraufhin Corbin und Owens das Match gewannen.

### Charlotte Flair, Becky Lynch, Natalya, Tamina und Lana in einem Five-Way-Match
Naomi durfte bei Money in the Bank Lana besiegen und damit ihre WWE SmackDown Women’s Championship verteidigen. Am 11. Juli 2017 konfrontierte Naomi bei SmackDown Live den Commissioner Shane McMahon, um herauszufinden, wer ihr nächster Gegner werden würde. Dabei wurden sie von Charlotte Flair, Natalya, Becky Lynch, Tamina und Lana unterbrochen, woraufhin McMahon für Battleground ein Fatal-Five-Way-Elimination-Match ansetzte, deren Siegerin beim SummerSlam am 20. August 2017 ein Titelmatch erhalten würde. Anschließend verloren Flair und Lynch gemeinsam ein Tag-Team-Match gegen Natalya und Tamina, nachdem Lana zu deren Gunsten eingegriffen hatte.
In der darauffolgenden Woche besiegte Becky Lynch Flair in einem Einzelmatch, nach dem sie von Tamina, Natalya und Lana attackiert wurden. Anschließend attackierte diese sich gegenseitig. In der gleichen Episode kam es zu einem verbalen Aufeinandertreffen zwischen Naomi und Carmella, Halterin des Money-in-the-Bank-Vertrages. Carmella erklärte, dass sie stets dahin gehe, wo die Titelträgerin hingehe und, dass sie Naomi bei Battleground treffen werde.

### AJ Styles gegen Kevin Owens

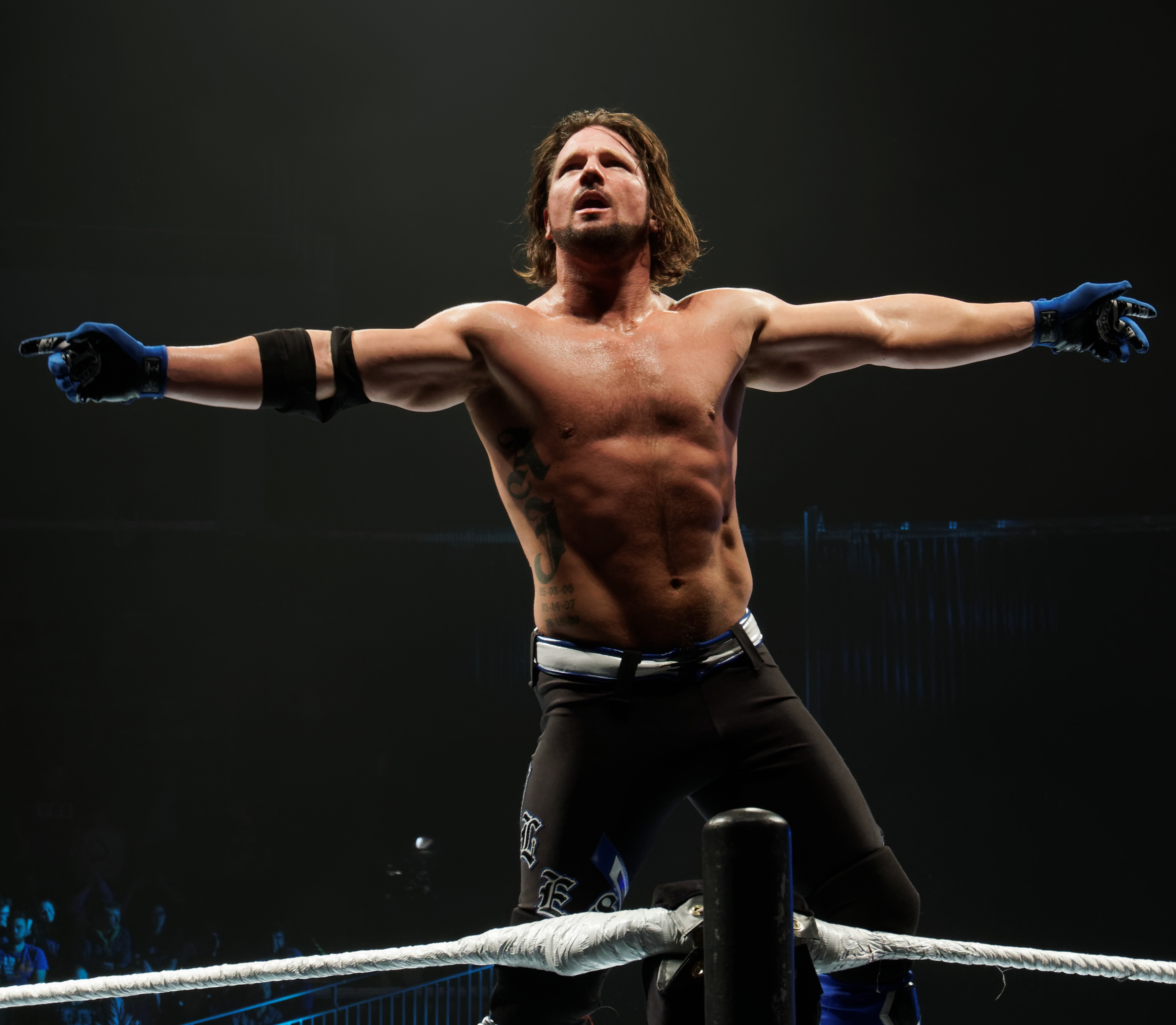
AJ Styles im April 2016.

In der SmackDown Live-Ausgabe vom 20. Juni, die in Dayton, Ohio stattfand, sprach der Träger der WWE United States Championship Kevin Owens eine Open-Challenge um seinen Titel an jeden lokalen Wrestler aus. AJ Styles wollte die Herausforderung annehmen, Owens verweigerte dies jedoch, da Styles kein lokaler Wrestler sei. Daraufhin wurde die Herausforderung von Chad Gable angenommen, der das folgende Match jedoch verlor. Eine Woche später entschied Daniel Bryan in seiner Rolle als General Manager, dass am 4. Juli 2017 bei SmackDown Live eine Independence-Day-Battle-Royal stattfinden sollte, deren Sieger bei Battleground um den Titel antreten dürfe. Diese gewann Styles. Anschließend wurde er von Owens attackiert, was er jedoch abwehren konnte und posierte mit dem Titelgürtel.
Obwohl das Titelmatch eigentlich erst bei Battleground stattfinden sollte, kam es bereits bei einer Houseshow am 7. Juli 2017 zum Aufeinandertreffen der beiden Kontrahenten. Dabei durfte Styles Owens besiegen und erhielt damit zum ersten Mal die WWE United States Championship.
In der folgenden SmackDown Live-Ausgabe präsentierte Styles nun seine Open-Challenge, die von John Cena angenommen wurde. Zum Match kam es jedoch nicht, nachdem die beiden von Owens und Cenas Rivalen Rusev attackiert worden waren. Anschließend besiegten Styles und Cena Owens und Rusev in einem Tag-Team-Match, woraufhin Owens ein Rückmatch um den Titel für Battleground ankündigte. In der letzten Episode vor dem Pay-per-View verloren Styles und Shinsuke Nakamura ein Tag-Team-Match gegen Owens und Baron Corbin.

### John Cena gegen Rusev

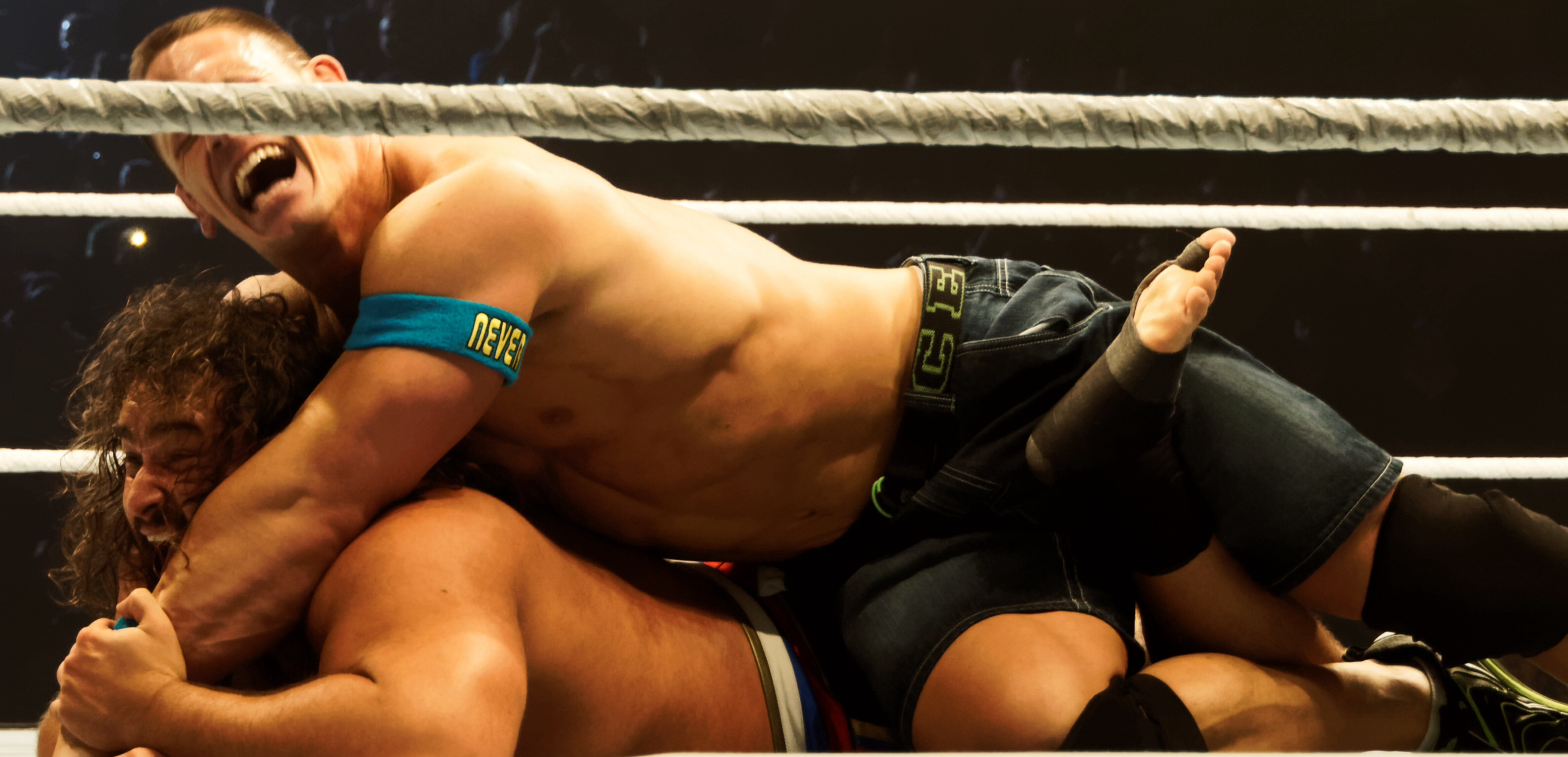
John Cena und Rusev in einem Match im April 2015.

Nach WrestleMania 33 am 2. April 2017 nahm sich John Cena eine Auszeit von der WWE, um die zweite Staffel der Fernsehserie American Grit drehen zu können. Am 6. Juni 2017 wurde Cenas Rückkehr für die SmackDown Live-Ausgabe am 4. Juli angekündigt. Bei Raw wurde in der Woche darauf bekannt gegeben, dass Cena nach dem Superstar Shake-up fortan als Free Agent bei beiden Shows auftreten könne.
Beim Superstar Shake-up wechselte Rusev von Raw zu SmackDown Live, pausierte zu jenem Zeitpunkt jedoch aufgrund einer (realen) Schulterverletzung. In den folgenden Wochen erschien Rusev immer wieder in Videos auf der Homepage von WWE, kündigte dort unter anderem an, bei Money in the Bank ein Match um die WWE Championship bestreiten zu wollen, was jedoch nicht zustande kam.
Am 4. Juli 2017 kehrten sowohl Cena als auch Rusev zurück und lieferten sich ein Wortgefecht. Dabei erklärte der Bulgare Rusev den American Dream und die Vereinigten Staaten zu einem Witz, woraufhin er von Cena zu einem Flag-Match herausgefordert wurde. Rusev akzeptierte und das Match wurde für Battleground festgelegt. Eine Woche später attackierte Rusev Cena, nachdem dieser die Open-Challenge von AJ Styles zu einem Match um die WWE United States Championship angenommen hatte. In der letzten Ausgabe vor Battleground wurde Cena, der zuvor eine patriotische Rede über die Vereinigten Staaten und deren Flagge gehalten hatte, abermals von Rusev attackiert.

### Sami Zayn gegen Mike Kanellis
Bei Money in the Bank kehrte Maria Kanellis nach sieben Jahren zur WWE zurück. Dabei wurde sie von ihrem Ehemann Mike Kanellis begleitet, der sein Debüt in der WWE absolvierte. Dabei sprachen sie über die „Kraft der Liebe“ bevor sie den Ring wieder verließen. Am 27. Juni wiederholten sie dies bei SmackDown Live, wurden jedoch von Sami Zayn unterbrochen, der anschließend ein Match gegen Baron Corbin absolvierte.
Am 11. Juli kam es backstage zu einem erneuten Aufeinandertreffen zwischen Zayn auf der einen und dem Ehepaar Kanellis auf der anderen Seite. Maria Kanellis ohrfeigte Zayn und Mike Kanellis zerschlug anschließend eine Vase über dessen Kopf. In der folgenden Woche kam es zum Debüt-Match von Mike Kanellis in der WWE gegen Zayn, das er gewann. Daraufhin wurde ein Rückmatch zwischen den beiden für Battleground angesetzt.

### Jinder Mahal gegen Randy Orton
Jinder Mahal verteidigte bei Money in the Bank seine WWE Championship erfolgreich gegen Randy Orton, der in der folgenden SmackDown Live-Episode in einem Interview erklärte, dass er den Fokus auf das Match nach einer Attacke von Mahals Verbündeten, den Singh Brothers (Samir Singh und Sunil Singh) auf seinen Vater Cowboy Bob Orton verloren habe. Er könne aufgrund seiner Vergangenheit in den Stables Evolution, The Legacy und The Authority das Bilden von Allianzen verstehen, akzeptiere jedoch keine Angriffe auf seine Familie. Zudem sagte er, dass er nach dieser Attacke nicht mehr nur neuer Titelträger werden, sondern viel mehr Mahal verletzen wollte. Später an diesem Abend, nachdem Mahal Luke Harper in einem Einzelmatch besiegt hatte, attackierte Orton die Singh Brothers und Mahal, der durch den Zuschauerbereich floh.
In der folgenden Woche erhielt Orton ein weiteres Titelmatch für Battleground von McMahon, der jedoch Mahal gestattete, die Matchart wählen zu dürfen. Mahal wählte ein Punjabi-Prison-Match, das vom indischen Veteranen The Great Khali gut zehn Jahre zuvor bekannt gemacht worden war und bislang nur zweimal in der WWE stattgefunden hatte. Am 4. Juli 2017 kündigte Orton an, Mahal im Käfig zu bestrafen.
Mahal selbst kündigte später an, den Käfig am 18. Juli zu SmackDown Live zu bringen, was er auch tat. Orton konfrontierte Mahal erneut und sagte, dass er im Käfig keine Hilfe von den Singh Brothers erhalten könne, die der einzige Grund dafür seien, dass Mahal den Titel gewinnen und anschließend auch verteidigen konnte.

## Veranstaltung
| Funktion                        | Name                     |
| ------------------------------- | ------------------------ |
| Englischsprachige Kommentatoren | Byron Saxton             |
| Englischsprachige Kommentatoren | John „Bradshaw“ Layfield |
| Englischsprachige Kommentatoren | Tom Phillips             |
| Spanischsprachige Kommentatoren | Carlos Cabrera           |
| Spanischsprachige Kommentatoren | Marcelo Rodríguez        |
| Deutschsprachige Kommentatoren  | Calvin Knie              |
| Deutschsprachige Kommentatoren  | Tim Haber                |
| Ringsprecher                    | Greg Hamilton            |
| Ringrichter                     | Charles Robinson         |
| Ringrichter                     | Dan Engler               |
| Ringrichter                     | Danilo Anfibio           |
| Ringrichter                     | Jason Ayers              |
| Ringrichter                     | Mike Chioda              |
| Ringrichter                     | Ryan Tran                |
| Backstage-Reporter              | Dasha Fuentes            |
| Backstage-Reporter              | Kayla Braxton            |
| Backstage-Reporter              | Tom Phillips             |
| Pre-Show                        | David Otunga             |
| Pre-Show                        | Jerry Lawler             |
| Pre-Show                        | Renee Young              |
| Pre-Show                        | Sam Roberts              |

### Pre-Show
Während der Pre-Show traf Tye Dillinger auf Aiden English. English durfte das Match durch Pinfall nach einem Director’s Cut gewinnen.

### Pay-per-View
Der Pay-per-View wurde mit dem Match um die WWE SmackDown Tag Team Championship zwischen den Titelträger The Usos (Jey Uso und Jimmy Uso) und ihren Herausforderern Kofi Kingston und Xavier Woods von The New Day, die zudem von ihrem Partner Big E begleitet wurden, eröffnet. Dieses endete nach einem Trouble in Paradise von Kingston an Jimmy Uso, gefolgt von einem Ropewalk Elbow von Woods und einem Pinfall, der The New Day den Titelgewinn einbrachte. Erstmals war Xavier Woods direkt an einem Titelgewinn von The New Day beteiligt. Durch die anerkannte Freebird Rule wurde auch Big E Titelträger.
Anschließend trafen Shinsuke Nakamura und Mr.-Money-in-the-Bank Baron Corbin aufeinander. Corbin konnte einen Deep Six an Nakamura ausführen, der jedoch knapp nicht den Sieg einbrachte. Am Ende attackierte Corbin Nakamura mit einem illegalen Low Blow der zu einer Disqualifikation Corbins führte. Nach dem Match griff Corbin seinen Rivalen mit seinem Money-in-the-Bank-Koffer und einem End of Days an.
Danach kam es zum Fatal-Five-Way-Match zwischen Becky Lynch, Charlotte Flair, Lana, Natalya und Tamina. Nachdem Lynch zunächst Tamina und anschließend auch Lana jeweils durch Aufgabe im Dis-arm-her eliminiert hatte, wurde sie selbst von Natalya durch ein Roll-up gepinnt und schied damit ebenfalls aus. Durch ein weiteres Roll-up konnte Natalya schließlich auch Flair pinnen und sich den Sieg sowie ein Titelmatch um die WWE SmackDown Women’s Championship gegen Naomi beim SummerSlam am 20. August 2017 sichern. Anschließend bot Naomi, die das Match vom Kommentatorenpult aus beobachtet hatte, Natalya einen Handschlag an, den diese jedoch nicht annahm.
Im vierten Match verteidigte AJ Styles die WWE United States Championship gegen Kevin Owens. Am Ende setzte Styles zu einem Crossface gegen Owens an, der jedoch kontern konnte und durch Pinfall zum dritten Mal den Titel gewann.
Als Nächstes standen sich John Cena und Rusev in einem Flag-Match gegenüber. Cena gewann durch Stipulation, nachdem er Rusevs Aufgabegriff Accolade auskonterte und diesen mit einem Attitude Adjustement durch zwei Tische beförderte.
Wiederum anschließend traf Mike Kanellis, begleitet von seiner Ehefrau Maria, auf Sami Zayn. Zum Ende des Matches stieg Maria selbst in den Ring und hielt Zayn davon ab, einen Exploder Suplex an Mike auszuführen, woraufhin dieser versuchte, einen Vorteil daraus zu gewinnen. Zayn zeigte schließlich doch den Exploder Suplex und seinen Finishing Move Helluva Kick und gewann.

### Main Event

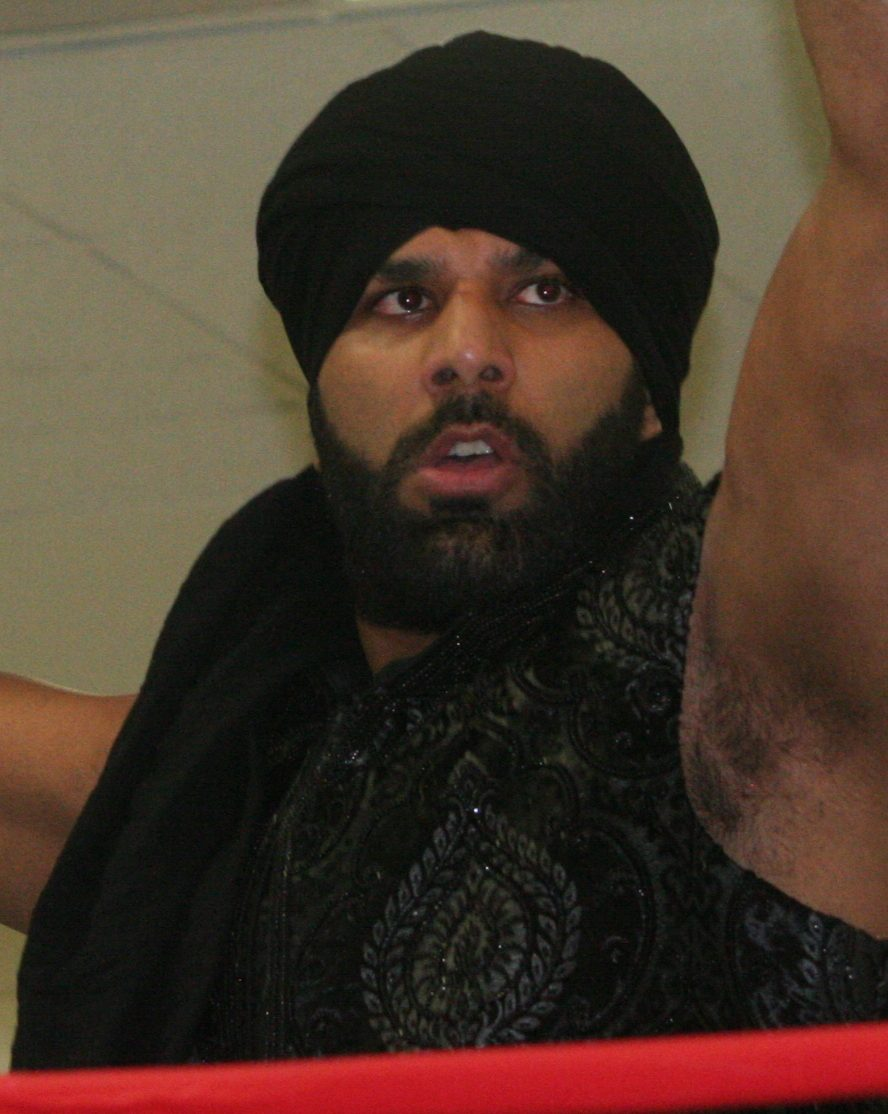
Jinder Mahal im Jahr 2014.

Im Main Event der Veranstaltung verteidigte Jinder Mahal die WWE Championship gegen Randy Orton im ersten Punjabi-Prison-Match seit 2007. Dabei hielten sich die beiden lange Zeit gegenseitig davon ab, den inneren Käfig zu verlassen. Als Orton die vierte Tür öffnen ließ, konnte er einen RKO an Mahal zeigen, jedoch kamen in diesem Moment die Singh Brothers (Samir Singh und Sunil Singh) unter dem Ring hervor, hielten Orton davon ab, den inneren Käfig durch die Tür zu verlassen und halfen Mahal, selbiges zu tun. Somit musste Orton aus dem inneren Käfig klettern.
Nachdem er dies geschafft hatte, hinderte er zunächst Mahal daran, aus dem äußeren Käfig zu klettern und setzte anschließend die Singh Brothers außer Gefecht, unter anderem stieß er Samir – der dabei war, an der Außenseite des äußeren Käfigs herunter zu klettern und sich damit mehrere Meter über dem Boden befand – vom Käfig durch das Kommentatorenpult. Anschließend attackierte er Sunil und Mahal mit einem Stuhl und setzte dazu an, auch den äußeren Käfig zu verlassen. Als er sich in etwa auf Höhe der Hälfte des Käfigs befand, kam The Great Khali, der zuletzt 2014 bei WWE aufgetreten war, zum Ring, zeigte einen Würgegriff gegen Orton und half somit Mahal, den äußeren Käfig verlassen und die WWE Championship verteidigen zu können.

## Nach der Veranstaltung
In der folgenden SmackDown Live-Episode am 25. Juli 2017 suchte Jinder Mahal nach einem neuen Gegner für den SummerSlam am 20. August 2017. John Cena konfrontierte Mahal, gratulierte ihm zu seiner Titelverteidigung und forderte ihn dann zu einem Match um die WWE Championship heraus. Daraufhin kam SmackDown-General Manager Daniel Bryan heraus. Er erklärte Cena, dass er sich die Möglichkeit auf den Titel verdienen müsse und setzte ein Match zwischen Cena und Shinsuke Nakamura, der zuvor Baron Corbin in einem Battleground-Rückmatch besiegt hatte, für die folgende Woche an. Der Sieger würde Mahal beim SummerSlam gegenüberstehen. Nakamura durfte Cena besiegen und wurde damit neuer Herausforderer auf den Titel. Anschließend wurde er von Corbin attackiert, der jedoch von Cena mit einem Attitude Adjustement durch das Kommentatorenpult geworfen wurde, was den Grundstein für ein Match zwischen Cena und Corbin beim SummerSlam legte.
Ebenfalls in der Ausgabe vom 25. Juli wollte AJ Styles sein offenes Rückmatch um die WWE United States Championship gegen Kevin Owens absolvieren, wurde jedoch vom zurückkehrenden Chris Jericho unterbrochen, der ebenfalls ein noch offenes Rückmatch um den Titel einfordern wollte. Nachdem sowohl Styles als auch Jericho ein vertraglich gesichertes Rückmatch zustand, setzte Commissioner Shane McMahon ein Triple-Threat-Match um den Titel am selben Abend an. Dieses und damit auch den Titel gewann Styles, nachdem er Jericho pinnen konnte. Sofort danach kündigte Owens an, in der nächsten Woche erneut um den Titel antreten zu wollen, dort verlor er jedoch aufgrund eines Fehlers des Ringrichters. Daraufhin wurde ein weiteres Match um den Titel beim SummerSlam mit McMahon als Special Referee angekündigt. Jericho verschwand in den folgenden Wochen wieder aus den WWE-Shows.
The New Day (Big E, Kofi Kingston und Xavier Woods) wollten ihren Titelgewinn feiern, wurden jedoch zuvor von The Usos (Jey Uso und Jimmy Uso) attackiert. Sami Zayn und Tye Dillinger besiegten Aiden English und Mike Kanellis in einem Tag-Team-Match. In der folgenden Woche unterlag Zayn wiederum English in einem Einzelmatch, wofür er vom Ehepaar Kanellis verspottet wurde. In der gleichen Sendung sprach Rusev eine Open-Challenge für einen Gegner beim SummerSlam aus, die von Randy Orton angenommen wurde.

## Ergebnisse

### Übersicht
| Matchart                                                  |                                            |               |                                               | Zeit  |
| --------------------------------------------------------- | ------------------------------------------ | ------------- | --------------------------------------------- | ----- |
| Singles-Match (Pre-Show-Match)                            | Aiden English                              | bes.          | Tye Dillinger                                 | 09:45 |
| Tag-Team-Match um die WWE SmackDown Tag Team Championship | The New Day (Kofi Kingston & Xavier Woods) | bes.          | The Usos (Jey Uso & Jimmy Uso) (C)            | 13:50 |
| Singles-Match                                             | Shinsuke Nakamura                          | bes. durch DQ | Baron Corbin                                  | 12:25 |
| Fatal-Five-Way-Elimination-Match                          | Natalya                                    | bes.          | Becky Lynch, Charlotte Flair, Lana und Tamina | 11:00 |
| Singles-Match um die WWE United States Championship       | Kevin Owens                                | bes.          | AJ Styles (C)                                 | 17:50 |
| Flag-Match                                                | John Cena                                  | bes.          | Rusev                                         | 21:10 |
| Singles-Match                                             | Sami Zayn                                  | bes.          | Mike Kanellis                                 | 07:15 |
| Punjabi-Prison-Match um die WWE Championship              | Jinder Mahal (C)                           | bes.          | Randy Orton                                   | 27:40 |

### Fatal-Five-Way-Elimination-Match
| Name            | Eliminiert als | Eliminiert durch | Zeit  | Eliminierungen |
| --------------- | -------------- | ---------------- | ----- | -------------- |
| Tamina          | 01.            | Becky Lynch      | 08:08 | 0              |
| Lana            | 02.            | Becky Lynch      | 08:27 | 0              |
| Becky Lynch     | 03.            | Natalya          | 08:40 | 02             |
| Charlotte Flair | 04.            | Natalya          | 11:00 | 0              |
| Natalya         | 0–             | Siegerin         | 11:00 | 02             |